# LPGA Tour 2013
De LPGA Tour 2013 was het 64ste seizoen van de Ladies Professional Golf Association Tour. Het seizoen begon met de ISPS Handa Women's Australian Open, in februari, en eindigde met het CME Group Titleholders, in november. Er stonden 28 toernooien op de agenda, inclusief de tweejaarlijkse Solheim Cup.

## Kalender
| Data  | Data  | Toernooi                           | Stad            | Winnaar             | Score | Score | Info                                   |
| ----- | ----- | ---------------------------------- | --------------- | ------------------- | ----- | ----- | -------------------------------------- |
| 14-02 | 17-02 | ISPS Handa Women's Australian Open | Canberra        | Jiyai Shin          | 274   | –18   |                                        |
| 21-02 | 24-02 | Honda LPGA Thailand                | Chonburi        | Inbee Park          | 276   | –12   |                                        |
| 28-02 | 03-03 | HSBC Women's Champions             | Singapore       | Stacy Lewis         | 273   | –15   |                                        |
| 14-03 | 17-03 | RR Donnelley LPGA Founders Cup     | Phoenix         | Stacy Lewis         | 265   | –23   |                                        |
| 21-03 | 24-03 | Kia Classic                        | Carlsbad        | Beatriz Recari po   | 279   | –9    |                                        |
| 04-04 | 07-04 | Kraft Nabisco Championship         | Rancho Mirage   | Inbee Park          | 273   | –15   |                                        |
| 17-04 | 20-04 | LPGA Lotte Championship            | Kapolei         | Suzann Pettersen po | 269   | –19   |                                        |
| 25-04 | 28-04 | North Texas LPGA Shootout          | Irving          | Inbee Park          | 271   | –13   | Nieuw toernooi                         |
| 02-05 | 05-05 | Kingsmill Championship             | Williamsburg    | Cristie Kerr po     | 272   | –12   |                                        |
| 16-05 | 19-05 | Mobile LPGA Classic                | Mobile          | Jennifer Johnson    | 267   | –21   |                                        |
| 23-05 | 26-05 | Pure Silk-Bahamas LPGA Classic     | Bahama's        | Ilhee Lee           | 126   | –11   | Nieuw toernooi (36-holes; regenweer)   |
| 31-05 | 02-06 | ShopRite LPGA Classic              | Galloway        | Karrie Webb         | 212   | –4    |                                        |
| 06-06 | 09-06 | Wegmans LPGA Championship          | Pittsford       | Inbee Park po       | 283   | –5    |                                        |
| 21-06 | 23-06 | Walmart NW Arkansas Championship   | Rogers          | Inbee Park po       | 201   | –12   |                                        |
| 27-06 | 30-06 | US Women's Open                    | New York        | Inbee Park          | 280   | –8    |                                        |
| 11-07 | 14-07 | Manulife Financial LPGA Classic    | Waterloo        | Park Hee-young po   | 258   | –26   |                                        |
| 18-07 | 21-07 | Marathon Classic                   | Sylvania        | Beatriz Recari      | 261   | –17   |                                        |
| 01-08 | 04-08 | Ricoh Women's British Open         | St Andrews      | Stacy Lewis         | 280   | –8    |                                        |
| 16-08 | 18-08 | Solheim Cup                        | Parker          | Europa              | 18-10 | 18-10 |                                        |
| 22-08 | 25-08 | Canadian Pacific Women's Open      | Alberta         | Lydia Ko am         | 265   | –15   |                                        |
| 29-08 | 01-09 | Safeway Classic                    | Portland        | Suzann Pettersen    | 196   | –20   |                                        |
| 26-07 | 29-07 | The Evian Championship             | Évian-les-Bains | Suzann Pettersen    | 203   | –10   | Nieuw major; voorheen de Evian Masters |
| 03-10 | 06-10 | Reignwood LPGA Classic             | Beijing         | Shanshan Feng       | 266   | –22   | Nieuw toernooi                         |
| 10-10 | 13-10 | Sime Darby LPGA Malaysia           | Kuala Lumpur    | Lexi Thompson       | 265   | –19   |                                        |
| 18-10 | 20-10 | LPGA KEB-HanaBank Championship     | Incheon         | Amy Yang po         | 207   | –9    |                                        |
| 24-10 | 27-10 | Sunrise LPGA Taiwan Championship   | Yang Mei        | Suzann Pettersen    | 279   | –9    |                                        |
| 08-11 | 10-11 | Mizuno Classic                     | Shima           | Teresa Lu           | 202   | –14   |                                        |
| 14-11 | 17-11 | Lorena Ochoa Invitational          | Guadalajara     | Lexi Thompson       | 272   | –16   |                                        |
| 21-11 | 24-11 | CME Group Titleholders             | Naples          | Shanshan Feng       | 273   | –15   |                                        |

| Majors |  | po = winnares na play-off |  | am = amateur |